# Panicum merkeri
Panicum merkeri är en gräsart som beskrevs av Carl Christian Mez. Panicum merkeri ingår i släktet vipphirser, och familjen gräs. Inga underarter finns listade i Catalogue of Life.